# Sous-secrétaire d'État parlementaire à la Migration et à la Citoyenneté
Le sous-secrétaire d'État parlementaire à la Migration et à la Citoyenneté (en anglais : Parliamentary Under-Secretary of State for Migration and Citizenship) est un poste de sous-secrétaire d'État parlementaire dépendant du Bureau de l'Intérieur, dans le gouvernement britannique. 
De 2014 à 2016, la fonction est fusionnée avec celle du ministre de la Sécurité à la suite de la démission de Mark Harper le 8 février 2014. Le nouveau poste de ministre de la Sécurité et de l'Immigration est alors détenu par James Brokenshire. La fonction est recréée en 2016 sous le gouvernement de Theresa May.
Le poste est actuellement occupé par Seema Malhotra depuis le 9 juillet 2024.

## Ministres d'État à l'Immigration
| Nom                                                                              | Nom                                                 | Portrait                                 | Mandat                                   | Mandat                                   | Parti politique                          | Premier ministre                         | Notes                                                                                            |
| Ministre d'État au Bureau de l'Intérieur                                         | Ministre d'État au Bureau de l'Intérieur            | Ministre d'État au Bureau de l'Intérieur | Ministre d'État au Bureau de l'Intérieur | Ministre d'État au Bureau de l'Intérieur | Ministre d'État au Bureau de l'Intérieur | Ministre d'État au Bureau de l'Intérieur | Ministre d'État au Bureau de l'Intérieur                                                         |
| -------------------------------------------------------------------------------- | --------------------------------------------------- | ---------------------------------------- | ---------------------------------------- | ---------------------------------------- | ---------------------------------------- | ---------------------------------------- | ------------------------------------------------------------------------------------------------ |
|                                                                                  | Tim Raison MP pour Aylesbury                        |                                          | 6 mai 1979                               | 6 janvier 1983                           | Conservateur                             | Margaret Thatcher                        | Ministre d'État responsable du département de l'Immigration et de la Nationalité                 |
|                                                                                  | David Waddington MP pour Ribble Valley              |                                          | 6 janvier 1983                           | 13 juin 1987                             | Conservateur                             | Margaret Thatcher                        | Ministre d'État responsable du département de l'Immigration et de la Nationalité                 |
|                                                                                  | Tim Renton MP pour Mid Sussex                       |                                          | 13 juin 1987                             | 25 juillet 1989                          | Conservateur                             | Margaret Thatcher                        | Ministre d'État responsable du département de l'Immigration et de la Nationalité                 |
| Sous-secrétaire d'État parlementaire au Bureau de l'Intérieur                    |                                                     |                                          |                                          |                                          |                                          |                                          |                                                                                                  |
|                                                                                  | Peter Lloyd MP pour Fareham                         |                                          | 25 juillet 1989                          | 28 novembre 1990                         | Conservateur                             | Margaret Thatcher                        | Sous-secrétaire d'État parlementaire chargé du département de l'Immigration et de la Nationalité |
| 28 novembre 1990                                                                 | Peter Lloyd MP pour Fareham                         | 15 avril 1992                            | John Major                               |                                          | Conservateur                             |                                          | Sous-secrétaire d'État parlementaire chargé du département de l'Immigration et de la Nationalité |
|                                                                                  | Charles Wardle MP pour Bexhill and Battle           |                                          | John Major                               | 15 avril 1992                            | Conservateur                             | 20 juillet 1994                          | Sous-secrétaire d'État parlementaire chargé du département de l'Immigration et de la Nationalité |
| Ministre d'État au Bureau de l'Intérieur                                         |                                                     |                                          |                                          |                                          |                                          |                                          |                                                                                                  |
|                                                                                  | Baronne Blatch                                      |                                          | 20 juillet 1994                          | 2 mai 1997                               | Conservateur                             | John Major                               | Ministre d'État responsable du département de l'Immigration et de la Nationalité                 |
| Sous-secrétaire d'État parlementaire à l'Immigration                             |                                                     |                                          |                                          |                                          |                                          |                                          |                                                                                                  |
|                                                                                  | Michael O'Brien MP pour North Warwickshire          |                                          | 5 mai 1997                               | 8 juin 2001                              | Travailliste                             | Tony Blair                               |                                                                                                  |
| Ministre d'État à l'Asile et à l'Immigration                                     |                                                     |                                          |                                          |                                          |                                          |                                          |                                                                                                  |
|                                                                                  | Barbara Roche MP pour Hornsey and Wood Green        |                                          | 28 juillet 1999                          | 11 juin 2001                             | Travailliste                             | Tony Blair                               |                                                                                                  |
|                                                                                  | Lord Rooker MP pour Birmingham Perry Barr           |                                          | 11 juin 2001                             | 29 mai 2002                              | Travailliste                             | Tony Blair                               |                                                                                                  |
| Ministre d'État à la Citoyenneté, à l'Immigration et à la Cohésion communautaire |                                                     |                                          |                                          |                                          |                                          |                                          |                                                                                                  |
|                                                                                  | Beverley Hughes MP pour Stretford and Urmston       |                                          | 29 mai 2002                              | 13 juin 2003                             | Travailliste                             | Tony Blair                               |                                                                                                  |
| Ministre d'État à la Citoyenneté, à l'Immigration et au Contre-terrorisme        |                                                     |                                          |                                          |                                          |                                          |                                          |                                                                                                  |
|                                                                                  | Beverley Hughes MP pour Stretford and Urmston       |                                          | 13 juin 2003                             | 1er avril 2004                           | Travailliste                             | Tony Blair                               | A démissionné à la suite du scandale des visas d'immigration.                                    |
| Ministre d'État à l'Immigration, à la Citoyenneté et à la Nationalité,           |                                                     |                                          |                                          |                                          |                                          |                                          |                                                                                                  |
|                                                                                  | Des Browne MP pour Kilmarnock and Loudoun           |                                          | 1er avril 2004                           | 6 mai 2005                               | Travailliste                             | Tony Blair                               |                                                                                                  |
|                                                                                  | Tony McNulty MP pour Harrow East                    |                                          | 16 mai 2005                              | 23 mai 2006                              | Travailliste                             | Tony Blair                               |                                                                                                  |
| Ministre d'État à la Citoyenneté, à l'Immigration et à la Nationalité            |                                                     |                                          |                                          |                                          |                                          |                                          |                                                                                                  |
|                                                                                  | Liam Byrne MP pour Birmingham Hodge Hill            |                                          | 23 mai 2006                              | 27 juin 2007                             | Travailliste                             | Tony Blair                               |                                                                                                  |
| Ministre d'État aux Frontières et à l'Immigration,                               |                                                     |                                          |                                          |                                          |                                          |                                          |                                                                                                  |
|                                                                                  | Liam Byrne MP pour Birmingham Hodge Hill            |                                          | 27 juin 2007                             | 3 octobre 2008                           | Travailliste                             | Gordon Brown                             |                                                                                                  |
|                                                                                  | Phil Woolas MP pour Oldham East and Saddleworth     |                                          | 3 octobre 2008                           | 11 mai 2010                              | Travailliste                             | Gordon Brown                             |                                                                                                  |
| Ministre d'État à l'Immigration,                                                 |                                                     |                                          |                                          |                                          |                                          |                                          |                                                                                                  |
|                                                                                  | Damian Green MP pour Ashford                        |                                          | 13 mai 2010                              | 4 septembre 2012                         | Conservateur                             | David Cameron                            |                                                                                                  |
|                                                                                  | Mark Harper MP pour Forest of Dean                  |                                          | 4 septembre 2012                         | 8 février 2014                           | Conservateur                             | David Cameron                            |                                                                                                  |
| Ministre de la Sécurité et de l'Immigration                                      |                                                     |                                          |                                          |                                          |                                          |                                          |                                                                                                  |
|                                                                                  | James Brokenshire MP pour Old Bexley and Sidcup     |                                          | 8 février 2014                           | 14 juillet 2016                          | Conservateur                             | David Cameron                            |                                                                                                  |
| Ministre d'État à l'Immigration                                                  |                                                     |                                          |                                          |                                          |                                          |                                          |                                                                                                  |
|                                                                                  | Robert Goodwill MP pour Scarborough and Whitby      |                                          | 16 juillet 2016                          | 11 juin 2017                             | Conservateur                             | Theresa May                              |                                                                                                  |
|                                                                                  | Brandon Lewis MP pour Great Yarmouth                |                                          | 11 juin 2017                             | 8 janvier 2018                           | Conservateur                             | Theresa May                              | Membre du Cabinet                                                                                |
|                                                                                  | Caroline Nokes MP pour Romsey and Southampton North |                                          | 8 janvier 2018                           | 24 juillet 2019                          | Conservateur                             | Theresa May                              | Membre du Cabinet                                                                                |
| Sous-secrétaire d'État parlementaire à l'Immigration                             |                                                     |                                          |                                          |                                          |                                          |                                          |                                                                                                  |
|                                                                                  | Seema Kennedy MP pour South Ribble                  |                                          | 26 juillet 2019                          | 16 décembre 2019                         | Conservateur                             | Boris Johnson                            |                                                                                                  |
|                                                                                  | Kevin Foster MP pour Torbay                         |                                          | 16 décembre 2019                         | 7 septembre 2022                         | Conservateur                             | Boris Johnson                            |                                                                                                  |
| Ministre d'État à l'Immigration                                                  |                                                     |                                          |                                          |                                          |                                          |                                          |                                                                                                  |
|                                                                                  | Tom Pursglove MP pour Corby                         |                                          | 7 septembre 2022                         | 25 octobre 2022                          | Conservateur                             | Liz Truss                                |                                                                                                  |
|                                                                                  | Robert Jenrick MP pour Newark                       |                                          | 25 octobre 2022                          | 6 décembre 2023                          | Conservateur                             | Rishi Sunak                              | Membre du Cabinet                                                                                |
|                                                                                  | Tom Pursglove MP pour Corby                         |                                          | 7 décembre 2023                          | 5 juillet 2024                           | Conservateur                             | Rishi Sunak                              |                                                                                                  |
| Sous-secrétaire d'État parlementaire à la Migration et à la Citoyenneté          |                                                     |                                          |                                          |                                          |                                          |                                          |                                                                                                  |
|                                                                                  | Seema Malhotra MP pour Feltham et Heston            |                                          | 9 juillet 2024                           | en cours                                 | Travailliste                             | Keir Starmer                             |                                                                                                  |

## Sources
- (en) Cet article est partiellement ou en totalité issu de l’article de Wikipédia en anglais intitulé « Minister of State for Immigration » (voir la liste des auteurs).